# Системологія
Системоло́гія — (від грец. σύστημα — ціле, системне як функціонально неподільне, складне як складене з частин; та λόγος — «слово», «думка», «змістовність», «поняття») — фундаментальна інженерна наука, що встановлює загальні закони потенційної ефективності складних матеріальних систем як технічної, так і біологічної природи; у більш вузькому понятті — теорія складних систем.